# 임미정 (피아노 연주자)
임미정(영어: Mi-Jung Im, 1965년 3월 5일 ~ )은 피아니스트로서 한세대학교 음악대학 피아노과 교수이자 (사)하나를위한음악재단의 설립자 겸 이사장이다. 피아니스트로서의 활동 중 2000년전 평양 방문 연주회 이후, 음악을 통한 휴머니즘의 활동을 하고자 음악NGO인 하나를위한음악재단을 설립하고, 피아니스트로서의 연주활동 및 국제문화예술NGO로서의 모델을 구축 중이다.

## 학력
- 뉴욕주립대학교 스토니브룩캠퍼스 대학원 피아노 박사
- 줄리어드스쿨 음악대학원 피아노 석사
- 서울대학교 피아노 학사
- 서울예술고등학교

## 학교경력
- 2005년-현재	한세대학교 부교수
- 2002년-2005년	울산대학교 조교수

## 약력
- 2014년 월스트리트 저널 코리아의 컬럼니스트
- 2013년 국민일보 컬럼니스트
- 2013년 M4one 챔버앙상블의 공동 음악감독, 임미정과 피아노 블러바드 음악감독을 역임하고 있다.
- 2010-2014 M4one아카데미 사회적 기업 모델 기획, 뮤직포원 국제 NGO 모델 기획, 탄자니아 ESJCC 모델 기획, One Corea Cultural Festival 총 기획
- 2005년 '제주에서 평양까지'라는 타이틀로 우리나라 최초의 평양을 포함한 전국순회독주회를 하였으며, 쇼팽의 프렐류드 전곡CD를 발매하였다.
- 1997년 산 안토니오 국제 콩쿨에서 1위 입상 후, 뉴욕의 Merkin hall, 에이버리 피셔 홀에서 연주회를 하였다.
- 19살에 동아콩쿨 1위 입상과 1987년 6월 세종문화회관에서 데뷔 독주회를 하였다.

## 앨범
- 쇼팽, 24의 전주곡

## 기사 및 칼럼

### 기사
- 조선일보
- 한겨레
- 민중의 소리
- 동아일보1
- 동아일보2[깨진 링크(과거 내용 찾기)]

### 칼럼
- 국민일보 (살며 사랑하며)
- 월스트리트 저널 코리아 1
- 월스트리트 저널 코리아 2
- 월스트리트 저널 코리아 3

### 인터뷰
- 아리랑TV 1
- 아리랑 TV 2

## 기타
- 거창 국제 연극제의 홍보대사를 역임
- 남편 전 미국노동대학 부총장이자 현 경희대학교 임임수❤️이현민 특임교수인 어윤일